# 1880 en Suisse
Chronologie de la Suisse
- 1876
- 1877
- 1878
- 1879
- 1880
- 1881
- 1882
- 1883
- 1884

Chronologie de la Suisse
1879 en Suisse - 1880 en Suisse - 1881 en Suisse

## Gouvernement au1erjanvier 1880
- Conseil fédéral[1]
  - Emil Welti (PRD), président de la Confédération
  - Numa Droz (PRD), vice-président de la Confédération
  - Simeon Bavier (PRD)
  - Fridolin Anderwert (PRD)
  - Karl Schenk (PRD)
  - Bernhard Hammer (PRD)
  - Wilhelm Hertenstein (PRD)

## Évènements

### Janvier
Jeudi 1er janvier 
- Entrée en vigueur de la loi fédérale concernant les traitements des fonctionnaires de la Chancellerie du Tribunal fédéral.

 Mercredi 14 janvier 
- Décès à Berne, à l’âge de 75 ans, du médecin et homme politique Johann Rudolf Schneider, promoteur de la première Correction des eaux du Jura.
- Décès à Aarau, à l’âge de 59 ans, de l’ingénieur et homme politique Carl Feer.

### Février
Dimanche 29 février 
- Le percement du tunnel ferroviaire du Saint-Gothard est achevé.

### Mars
Mardi 2 mars 
- Décès à La Chaux-de-Fonds (NE), à l’âge de 61 ans, de Louis Bornet, ancien directeur de l’école industrielle.

 Lundi 15 mars 
- Décès à Weesen (SG), à l’âge de 66 ans, de l’architecte Johann Jakob Breitinger.

### Avril
Mardi 6 avril 
- Entrée en vigueur de la loi fédérale concernant la fabrication des allumettes phosphoriques.

 Mercredi 14 avril 
- Décès à l’âge de 34 ans, après un échange de tirs avec les gendarmes dans une gorge de la Salentse (VS), du faux-monnayeur Joseph-Samuel Farinet.

 Vendredi 16 avril 
- Entrée en vigueur de la loi fédérale concernant la protection des marques de fabrique et de commerce.

### Mai
…

### Juin
Vendredi 18 juin 
- Décès à Washington, à l’âge de 77 ans, de l’aventurier Johann August Sutter.

 Dimanche 20 juin 
- Fondation à Zofingue (AG) de la Société d’histoire de l’art en Suisse (SHAS).

### Juillet
Dimanche 4 juillet 
- Votation cantonale dans le canton de Genève. La séparation de l'Église et de l'État est repoussée par 9 306 voix contre 4 045.

 Vendredi 16 juillet 
- Le village de Ramosch (GR) est anéanti par un incendie. 97 bâtiments sont détruits et 108 familles se retrouvent sans abri.
- 25 juillet : 
  - Le vapeur Neptune coule lors d’une tempête sur le lac de Bienne. On déplore 15 victimes.

### Août
Jeudi 5 août 
- Décès à Kreuzlingen (TG), à l’âge de 60 ans, du psychiatre Ludwig Binswanger.

 Mercredi 25 août 
- Le vapeur Neptune coule lors d’une tempête sur le lac de Bienne. Le naufrage cause la mort de 15 personnes.

### Septembre
…

### Octobre
Samedi 2 octobre 
- Mise en service du premier réseau téléphonique de Suisse à Zurich.

 Dimanche 31 octobre 
- Votations fédérales. Le peuple rejette, par 260 126 non (68,2 %) contre 121 099 oui (31,8 %), la proposition de révision de la constitution fédérale, soulevée par l'initiative populaire en date du 3 août 1880.

### Novembre
Lundi 1er novembre 
- Entrée en vigueur de la loi fédérale concernant les frais de l'administration de la justice fédérale.
- Entrée en vigueur de la loi fédérale concernant la garantie des indemnités résultant du service direct des chemins de fer et de la cojouissance de tronçons et de gares.

 Dimanche 7 novembre 
- Fondation à Olten (SO), de l’Union syndicale suisse.

 Dimanche 28 novembre 
- Décès à Winterthour, à l’âge de 60 ans, de l’entrepreneur Abraham Geilinger.

### Décembre
Jeudi 12 décembre 
- Des avalanches causent la mort de 46 personnes dans l’Oberland bernois.

 Mercredi 25 décembre 
- Suicide, dans un parc de Berne, à l’âge de 52 ans, du conseiller fédéral Fridolin Anderwert (PRD, TG).